# Polyclinum sibiricum
Polyclinum sibiricum är en sjöpungsart som beskrevs av Vladimir V. Redikorzev 1907. Polyclinum sibiricum ingår i släktet Polyclinum och familjen klumpsjöpungar.
Artens utbredningsområde är Norra Ishavet. Inga underarter finns listade i Catalogue of Life.